# Vaccinium verticillatum
Vaccinium verticillatum är en ljungväxtart som beskrevs av Wilhelm Sulpiz Kurz. Vaccinium verticillatum ingår i Blåbärssläktet, och familjen ljungväxter. Inga underarter finns listade i Catalogue of Life.